# 바바 후미카
바바 후미카(일본어:  馬場ふみか, 1995년 6월 21일 ~ )는 일본의 배우, 모델이다. 2014년 퍼즐로 데뷔했으며 《가면라이더 드라이브》의 메딕 역으로 출연했다.

## 출연 작품

### 텔레비전
- 가면라이더 드라이브
- 파이널 판타지 XIV: 빛의 아버지
- 코드 블루 -닥터헬기긴급구명-

### 영화
- 어웨이크 - 시오리 찬 역